# Myochrous magnus
Myochrous magnus är en skalbaggsart som beskrevs av Schaeffer 1904. Myochrous magnus ingår i släktet Myochrous och familjen bladbaggar. Inga underarter finns listade i Catalogue of Life.